# Antoine Dumay
Pour l’article homonyme, voir Dumay.
Antoine Dumay est un médecin toulousain du XVe siècle.

## Biographie
Antoine Dumay fut notamment nommé en 1590 médecin de Marguerite de Valois, première épouse d’Henri IV. Il mourut à Toulouse en 1611.
Il a fait construire un hôtel particulier à Toulouse qui porte encore son nom, l'hôtel Dumay. Ce bâtiment abrite aujourd'hui le musée du Vieux Toulouse.